# Hans-Georg Pflaum
Pour les articles homonymes, voir Pflaum.
Hans-Georg Pflaum, né à Berlin le 3 juin 1902 et mort le 26 décembre 1979 à Linz, est un historien allemand devenu français, spécialiste de la prosopographie et de l'épigraphie latine.

## Biographie
Hans-Georg Pflaum appartient à une famille d'industriels berlinois spécialisés dans le textile. Il mène d'abord des études de droit avant de se tourner finalement vers l'histoire de l'Antiquité, étudiée à l'université de Berlin. Il fuit l'Allemagne en 1933, ayant pris la décision de s'exiler après avoir été témoin d'un incident raciste. Installé à Paris, il étudie avec Jérôme Carcopino. Il est l'un des premiers membres du CNRS récemment créé. Il est suspendu entre 1940 et 1944, en conséquence des lois racistes du régime de Vichy et doit se cacher à Montpellier puis à Lyon, bénéficiant de la protection d'autres scientifiques notamment Jérôme Carcopino grâce à qui fut publié, mais sans nom d'auteur, son Essai sur le cursus publicus. 
Hans-Georg Pflaum est réintégré dans le CNRS à la fin de la guerre. La publication de son étude sur le Marbre de Thorigny en 1948 est remarquée et établit sa notoriété scientifique. Parallèlement à ses travaux portant sur l'administration des procurateurs, il se voit confier d'autres responsabilités scientifiques, en particulier en 1947 lorsqu'Albert Grenier lui confie la réalisation du corpus des inscriptions latines d'Algérie. Hans-Georg Pflaum soutient sa thèse d'État en 1950 et devient en 1956 directeur de recherche au CNRS. À partir de 1961, il enseigne à la IVe section de l'EPHE tenant un séminaire qui dure jusqu'en 1979. En raison de ses activités scientifiques, Hans-Georg Pflaum séjourna à partir des années 1950 à de nombreuses reprises en Algérie, tant avant qu'après 1962, prenant conscience des injustices de la situation coloniale puis des difficultés économiques de nombreux habitants de la jeune nation et tentant localement, avec son épouse, d'y remédier notamment par la pratique associative, en particulier autour du site de Djemila.

## Recherches
Il connaissait extrêmement bien toute l'administration romaine, et montra le rôle primordial des affranchis impériaux dans l'ombre des aristocrates et des sénateurs. Par une étude exhaustive des procurateurs équestres sous l'empire romain il a retracé la logique de leur carrière et éclairé l'histoire administrative de l'empire. Il a consacré aussi d'importants travaux à l'histoire de l'Afrique du nord romaine, en particulier par ses contributions à la publication des inscriptions latines d'Algérie. Il a aussi effectué d'importants travaux prosopographiques sur l'époque antonine, et en particulier sur les vies de l'Histoire Auguste.
Hans-Georg Pflaum étudiait aussi la numismatique. Il a consacré d'importants travaux au monnayage de l'empire romain aux IIIe et IVe siècles, contribuant au renouvellement des connaissances, notamment par l'édition de trésors. Sa collection de plus de 5000 monnaies a été achetée en 1991 par la Bibliothèque nationale, elle comportait notamment un important ensemble consacré à l'empereur Probus.

## Publications

### Ouvrages
- Essai sur le cursus publicus sous le Haut-Empire Romain, Paris, 1940.
- Le marbre de Thorigny, Paris, 1948
- Les procurateurs équestres sous le Haut-empire romain, Paris, 1950
- Inscriptions Latines d'Algérie, t. I, vol. I : Inscriptions de la confédération cirtéenne, de Cuicul et de la tribu des Suburbures recueillies par Stéphane Gsell, préparées par E.Albertini et J. Zeiller, publiées par H.-G. Pflaum, Paris, 1957.
- Les carrières procuratoriennes équestres sous le haut-empire romain, Paris, 1960
- Les sodales antoniniani de l'époque de Marc Aurèle, Paris, 1966
- en collaboration avec P.Bastien, La Trouvaille de Canakkale (Turquie). Deniers et antoniniani émis de 261 à 284, Wetteren, 1969
- Abrégé des procurateurs équestres, Paris, 1974 (traduction française de son article Procurator dans Real-Enzyklopädie, Bd. 23, 1 (1957), col. 1240–1279.
- Inscriptions Latines d'Algérie, t. II, vol. 2 : Inscriptions de la confédération cirtéenne, de Cuicul et de la tribu des Suburbures. Recueillies par Stéphane Gsell et publiées par H.G. Pflaum, Paris, 1976
- Les fastes de la province de Narbonnaise, Paris, 1978

- Prix Gobert 1979 de l’Académie des inscriptions et belles-lettres
- L'Afrique romaine (Scripta Varia I), Paris, 1978
- La Gaule et l'empire romain (Scripta Varia II), Paris, 1981
- Les carrières procuratoriennes équestres sous le haut-empire romain (Supplément), Paris, 1982
- Inscriptions Latines d'Algérie, t. II, vol 3 : Inscriptions de la confédération cirtéenne, de Cuicul et de la Tribu des Suburbures, recueillies et éditées par Hans Georg Pflaum et publiées par les soins de Xavier Dupuis, Paris, 2003

### Articles de H.-G. Pflaum non repris dans sesScripta Varia
- « Du nouveau sur les guerres du Danube à l’époque de Marc Aurèle, d’après une inscription récemment découverte à Diana veteranorum en Numidie », CRAI 1956, p. 18-23 Lire en ligne.
- « Les gendres de Marc Aurèle »,Journal des Savants, 1961, p. 28-41 Lire en ligne.
- « Les Sodales Antoniniani », CRAI, 1961, 105-20, p. 118-121 (présentation de l'enquête développé dans l'ouvrage homonyme de 1966)
- en collaboration avec P. Bastien, « La trouvaille de monnaies romaines de Thibouville (Eure) », Gallia, XIX, 1961, p. 71-104 (Lire en ligne) et Gallia, XX, 1962, p. 255-315 (Lire en ligne).
- Das römische Kaiserreich, dans Propyläen-Weltgeschichte, Bd. 4, Berlin, 1963, p. 317–428.
- « Les correspondants de l’orateur M. Cornelius Fronto de Cirta », Hommages à Jean Bayet, (col. Latomus n° 70), Bruxelles, 1964, p. 544-560.
- « Le règlement successoral d’Hadrien », Historia Augusta Colloquium Bonn 1963, Bonn, 1964, p. 95-122.
- en collaboration avec Claude Brenot, « Les émissions orientales de la fin du IIIe s. après J.-C. à la lumière de deux trésors découverts en Syrie », Revue numismatique, 1965, 6-7, p. 134-205 Lire en ligne.
- « Les prêtres du culte impérial sous le règne d’Antonin le Pieux », CRAI, 1967, p. 194-209 Lire en ligne.
- « La mise en place des procuratelles financières dans les provinces du Haut-Empire romain », RHD, 46, 1968, p. 367-388.
- Le plaisir du collectionneur : les monnaies rares ou inédites, Collectionneurs et collections numismatiques. Monnaie de Paris - Exposition-concours, Paris, 1968, p. 103-109.
- « Forces et faiblesses de l’armée romaine du Haut-Empire », dans J.-P. Brisson dir., Problèmes de la guerre à Rome, Paris, 1969, p. 85-98.
- « La valeur de la source inspiratrice de la vita Hadriani et de la vita Marci Antonini à la lumière des personnalités contemporaines nommément citées », Historia Augusta colloquium 1968-69 Bonn, Bonn, 1970, p. 173-232.
- « In memoriam : Henri Rolland »,Revue numismatique, 1970, 6-12, p. 162-163.
- « La valeur de l'information historique de la Vita Commodi à la lumière des personnages nommément cités par le biographe », Historia Augusta colloquium 1970 Bonn, (Antiquitas 4 : Beiträge zur Historia Augusta Forschung, Bd 10), Bonn, 1972, p. 199-247.
- « Les salaires des magistrats et fonctionnaires du Haut-Empire » dans Les Dévaluations à Rome. Époque républiaine et impériale. Actes du colloque de Rome (13-15 novembre 1975), Rome, 1978, p. 311-315 Lire en ligne.
- « Trésor d'antoniniani de la seconde moitié du IIIe siècle trouvé en Syrie », Mélange de numismatique, d'archéologie et d'histoire offerts à Jean Lafaurie, Paris, 1980, p. 145-152.